# Upplands runinskrifter 698
Upplands runinskrifter 698 är en försvunnen vikingatida runsten som funnits i Veckholms kyrka, Veckholms socken och Enköpings kommun. Stenen har tidigare legat i kyrkans vapenhus men är försvunnen sedan länge. Stenens ursprungliga plats är okänd.
Den restes till minne av "Asger" som dött "ute i Livland i Frögers här". Flera runstenar i Sverige, bland annat U 518 och U 611 och även en i Danmark (DR 216), nämner Fröger och hans vikingatåg. Sjötåg under Frögers ledning nämns också på runsten Gs 13. Kopplingar till Ingvar, Fröger och Åsmund, som ristade Gs 13 tillsammans med Gs 11 ’då satt Emund’ daterar inskriften till 1040–1060.

## Inskriften
Translitterering av runraden:
[sufar lit : aristn · þin · afir · askir sun : sin : han · ut fai : a liflai|n|þ|i| |i| |i|n|þ|i · frai...]
Normalisering till runsvenska:
... let ræisa stæin æftiʀ Asgæiʀ, sun sinn. Hann uti fioll a Liflandi i liði Frøy[gæiʀs](?).
Översättning till nusvenska:
... lät resa stenen efter Asger, sin son. Han föll ute i Livland i Frögers här(?).